# 키무라 쥬리
키무라 쥬리(일본어: 木村 珠莉 きむら じゅり[*], 1988년 6월 7일 - )는 일본의 여성 성우, 나레이터. 도쿄배우생활협동조합 소속.

## 인물
2010년 배협 보이스 액터즈 스튜디오에 입소했고,(제38기생) 2011년 해당 사무소에 입사했다. 소속사에서도 연령을 밝히지 않고 있는데, 5년 이상의 무명 나레이터 경력을 토대로 87년생 정도로 추정되고 있다. 첫 주역을 맡아 시로바코에서 함께 연기한 요시무라 하루카와도 일맥상통하는 부분.
일본 한자 능력 검정 준 2급. 실용 영어 검정 준 2급. 색채 검정 3급의 자격을 갖고 있다. 취미는 불상 감상, 음악 감상과 독서. 두유, 벚꽃을 좋아하고, 좋아하는 만화가는 후미 후미코. 술에 취하면 우는 버릇이 있다고. 게임을 매우 좋아하여 하루에 최저 4시간 이상은 스마트폰 게임 등을 하는데 투자한다고 밝혔다. 쉬는 날은 12시간 이상도 거뜬히 한다는 것으로 보아 진성 게이머인 모양. 장르는 그다지 가리지 않으나 치고박는 경쟁은 뛰어나지 못해 대부분 스토리를 즐긴다고.

## 출연 작품
※ 굵은 글씨는 메인 캐릭터

### 텔레비전 애니메이션
2013년
- 잔잔한 내일로부터 - 간호사
- 마기~Kingdom of the Magic - 어린이B
- 명탐정 코난 - 여성점원

2014년
- SHIROBAKO - 미야모리 아오이, 로로 & 밈지
- 정령사의 검무 - 데라
- 대도서관의 양치기 - 여학생C
- 명탐정 코난 - 여자, 꽃집 점원, 레스토랑 점원
- 노조×키미 - 수영부원
- 그리자이아의 과실 - 오퍼레이터

2019년
- 명탐정 코난 - 카츠라가와 유아(948화 엑스트라)
- 음란한 아오는 공부를 할 수 없어 - 타카오카 미야비
- 엔드로~! - 타르카마을의 아이
- 후르츠 바스켓(2019) - 여학생
- 캐롤 & 튜즈데이 - 아나운서
- 그란벨름 - 린 나나
- 불꽃 소방대 - 아나운서
- 바빌론 - 아나운서
- 호시아이의 하늘 - 여학생
- 신중용사: 이 용사가 ZZANG센 주제에 너무 신중하다 - 유아화한 전제

### 게임
2013년
- 아이돌마스터 신데렐라 걸즈 (아이바 유미)